# Peinture russe contemporaine
La peinture russe contemporaine commence à être un peu mieux connue en Occident. Depuis la chute du mur de Berlin, les choses évoluent et l'on découvre, à travers notamment la dernière exposition de 2006 au musée d'Orsay, l'existence de paysagistes de très grand talent de la fin du XIXe siècle comme Ivan Chichkine, peintre de la forêt, Arkhip Kouïndji et ses paysages nocturnes du Dniepr, Levitan, ou des portraitistes comme Ivan Kramskoï.
Le musée Russe de Saint-Pétersbourg, haut-lieu de la peinture russe, a d'ailleurs permis l'exposition d'Orsay en prêtant ses collections. Ce musée prestigieux révèle quelques chefs-d'œuvre admirables de Répine ou d'Aïvazovsky, peintre arménien de langue russe, maître absolu des marines et très célèbre dans tous les pays de l'ex-bloc de l'Est.
Ce courant paysagiste russe du XIXe siècle, à la fois narratif et très réaliste, voire hyperréaliste, se retrouve aujourd'hui en France parmi certains peintres figuratifs, comme Michel Trapezaroff ou Gilles Esnault.

## Principaux artistes
- Karl Brioullov (1799-1852), le premier peintre russe de stature internationale. Il est considéré comme une figure clé dans la transition du néoclassicisme au romantisme en Russie.
- Ivan Aïvazovski (1817-1900), peintre d'origine arménienne, est un des maîtres de la peinture de marine qui a marqué l'histoire et les périodes romantiques et réalistes de l'art russe.
- Ivan Chichkine, (1832-1898), professeur à l'Académie impériale des Arts de Saint-Pétersbourg et à l'École supérieure des Arts, il s'est spécialisé dans les paysages, frappants de réalisme et d'une technique irréprochable.
- Ivan Kramskoï (1837-1887), peintre, critique d'art et une très importante figure intellectuelle des années 1860-1880, chef de file du mouvement de l'art démocratique russe (Peredvijniki).
- Ilia Répine (1844-1930), l'un des principaux peintres et sculpteurs russes du mouvement artistique Ambulants. Une part importante de sa création est consacrée à son Ukraine natale. Ses œuvres réalistes expriment souvent une critique cinglante de l'ordre social. Vers la fin des années 1920 furent publiés en Union soviétique des travaux détaillés sur l'artiste à tel point que se développa dans la décennie suivante un véritable culte pour lui. De ce fait, Répine fut retenu comme référence sur le plan du réalisme pour les artistes du courant réaliste socialiste soviétique en URSS.
- Viktor Vasnetsov (1848-1926), spécialiste des représentations mythologiques et historiques. Il est considéré comme l'un des peintres les plus influents de l'art russe de la fin du XIXe et du début du XXe siècle.
- Mikhaïl Vroubel (1856-1910), peintre qui s'est illustré dans le symbolisme et l'Art nouveau. Il est souvent considéré comme le plus grand représentant de ce dernier mouvement en Russie. En réalité, artiste solitaire, il se tint à distance des principaux courants de son époque et il fut assez critiqué par ses contemporains. La genèse de son style original est peut-être à chercher du côté des écoles byzantines tardives ou de la première Renaissance.
- Isaac Levitan (1860-1900), peintre paysagiste, il illustre les descriptions de la nature de son ami Tchekhov.
- Valentin Serov (1865-1911), membre de l’Association des expositions d’art itinérantes de 1894 à 1899, puis affilié à l’association artistique mir iskousstva (le monde de l'art). Célèbre pour ses portraits mais aussi pour ses paysages, qu'il combine dans certaines de ses premières œuvres, il enseigne à l’École de peinture, de sculpture et d'architecture de Moscou puis en devient membre à part entière. C'est un peintre de commande très apprécié de la bonne société. Nombre des portraits réalisés par Serov sont ceux d'artistes alors en vogue (Ida Rubinstein, Isaac Levitan, Diaghilev), de personnalités de la cour impériale, de grands bourgeois, de notables et de leurs épouses.
- Vassily Kandinsky (1866-1944), peintre et théoricien de l’art, considéré comme l’un des artistes les plus importants du XXe siècle aux côtés notamment de Picasso et de Matisse, il est un des fondateurs de l'art abstrait et est généralement considéré comme étant l’auteur de la première œuvre non figurative de l’histoire de l’art moderne.
- Nicholas Roerich (1874-1947).
- Kazimir Malevitch (1878-1935), un des premiers artistes abstraits du XXe siècle. Peintre, dessinateur, sculpteur et théoricien, il fut le créateur d'un courant artistique qu'il dénomma « suprématisme ».
- Marc Chagall (1887-1937), l'un des plus célèbres artistes installés en France au XXe siècle avec Pablo Picasso. Son œuvre, sans se rattacher à aucune école, présente des caractéristiques du surréalisme et du néo-primitivisme. Inspirée par la tradition juive, la vie du shtetl (village juif en Europe de l'Est) et le folklore russe, elle élabore sa propre symbolique, autour de la vie intime de l'artiste. Chagall s'est essayé, outre la peinture sur toile, à la sculpture, à la poésie, à la peinture sur vitrail, sur émail, etc.
- Lazar Lissitzky (1890-1941), un peintre d'avant-garde russe, également designer, photographe (travaillant notamment sur les photogrammes), typographe, et architecte.
- Edik Steinberg (1937-2012), l'un des peintres les plus importants de la génération non conformiste, souvent considéré comme celui qui a repris et poursuivi le suprématisme de Malevitch.